# 산로렌초누오보
산로렌초누오보(이탈리아어: San Lorenzo Nuovo)는 이탈리아 라치오주 비테르보도에 위치한 코무네다.